# Donald Hugo Dijkhuijzen
Donald Hugo Dijkhuijzen (Twello, Països Baixos, 28 d'abril de 1821 - idm. 11 de gener de 1897) fou un organista i compositor neerlandès.
Després d'haver estudiat a Dessau amb Schneider, retornà al seu país i fou nomenat organista d'Elburg, guanyant el 1845 la plaça d'organista de l'església de Sant Esteve de Nimega, que conservà fins al 1886, i on va poder desenvolupar tota la seva gran intel·ligència musical, adquirint una justa celebritat.
Va publicar un cert nombre de composicions, entre les quals destaca una sonata per a orgue, una sonata per a piano i violí, diversos lieder, el Salm XXIII, per a cors i orquestra; una obertura de concert (1855), i una simfonia en do (1856). Dijkhuijzen fou en el seu temps, junt amb Bastiaans i van Eijken els tres millors organistes de l'època.